# El Modelo México
El Modelo México est un concours de beauté masculin mexicain. Il désigne chaque année depuis 1996 l'homme jugé le plus beau du Mexique. Il fut créé juste après que Gabriel Soto, invité au concours Mister Monde, se fut classé premier dauphin. Le comité est identique à celui de Nuestra Belleza México, présidé par Lupita Jones.

## Lauréats
Ci-dessous se trouve la liste des lauréats du concours El Modelo México, l'année, l'état qu'ils représentaient, et leur classement final dans le concours Mister Monde.
| Année | Lauréat                    | État             | Classement        |
| ----- | -------------------------- | ---------------- | ----------------- |
| 2007  | Jorge Aceves Villalpando   | Jalisco          |                   |
| 2003  | José Luis Reséndez Santos  | Nuevo León       | Troisième dauphin |
| 2000  | Guido Quiles               | Distrito Federal | Top 10            |
| 1999  | Ernesto Valenzuela Chaires | Jalisco          | 1                 |
| 1998  | Eduardo Rodríguez Álvarez  | San Luis Potosí  |                   |
| 1996  | Gabriel Soto Borja-Diaz    | Distrito Federal | Premier dauphin   |

1 Ernesto Valenzuela Chaires n'a pas participé à Mister Monde 1999